# Bruno Schevernels
Bruno Remi Marie-Louise Schevernels (Deurne, 4 januari 1943) is een Vlaams acteur, tv-presentator, docent en politicus. Hij is vooral bekend als omroeper voor de BRT, later door de rol van postbode in Slisse & Cesar van VTM in 1996.
Hij begon in 1959 bij het Koninklijk Jeugdtheater te Antwerpen. In 1968 stapte hij over naar de Koninklijke Vlaamse Schouwburg te Brussel. Hij werkte vanaf 1974 als omroeper bij de BRT. Hij kwam bij de gemeenteraadsverkiezingen van 2006 in Antwerpen op voor de N-VA.
Als docent gaf hij les aan de Kunsthumaniora Brussel, de hoofdstedelijke muziekschool, het Koninklijk Conservatorium Brussel en de Erasmushogeschool Brussel.
Bruno is de broer van actrice Jeanine Schevernels.